# Luigi Carrer

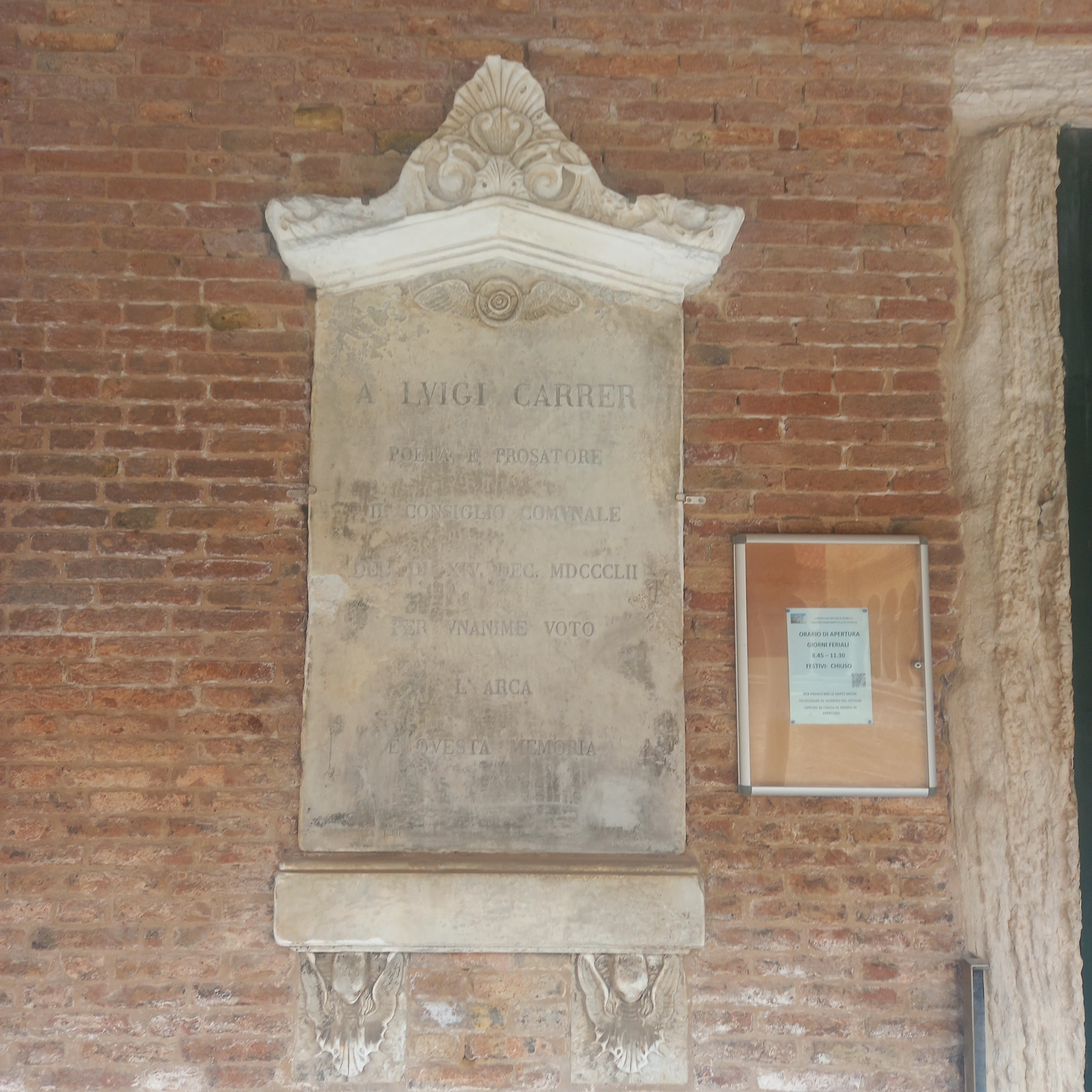
La tomba di Luigi Carrer nell Cimitero di San Michele (Venezia)

Luigi Carrer (Venezia, 12 febbraio 1801 – Venezia, 23 dicembre 1850) è stato un giornalista, scrittore, poeta ed editore italiano.

## Biografia

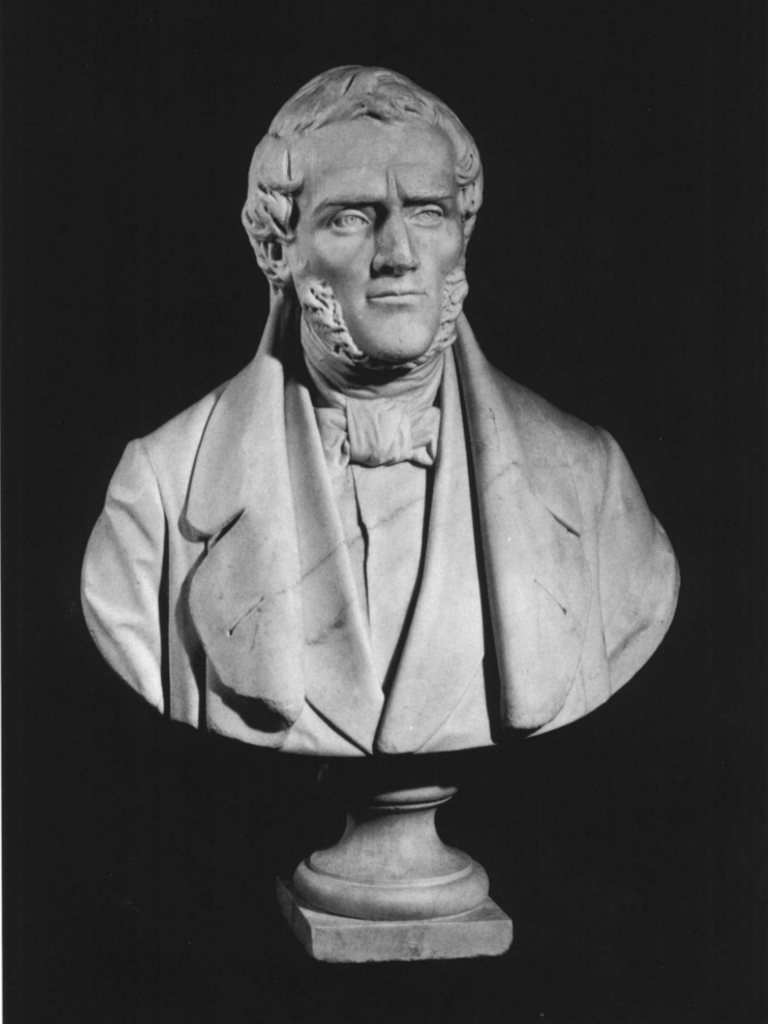
Busto di Luigi Carrer, opera di Giuseppe Soranzo del 1877. Il busto fa parte del Panteon Veneto, conservato presso Palazzo Loredan

Si laureò in legge a Padova nel 1822, poi fu insegnante al ginnasio di Castelfranco Veneto (1822-23). Dal 1827 al 1830 fu assistente alla cattedra di filosofia all'Università di Padova e dal 1842 al 1844 docente di lettere e geografia alla Scuola tecnica di Venezia, poi dovette abbandonare l'insegnamento per motivi di salute.
Lavorò per l'editore veneziano Girolamo Tasso e nel 1825 fu direttore della Stamperia della Minerva di Padova, appartenente a Niccolò Bettoni, famoso editore dell'epoca. Nel 1833 fondò a Venezia Il Gondoliere, giornale di amena conversazione di cui fu editore e proprietario.
Fu socio effettivo e vicesegretario dell'Istituto veneto di scienze, lettere ed arti e socio dell'Ateneo veneto, di cui fu prima segretario e poi vicepresidente. Dal 1846 alla morte fu conservatore e direttore del Museo Correr.

## Opere
Nota: l'elenco è incompleto. 
- Saggio di poesie, Venezia, Zanotto, 1819.
- Clotaldo, Padova, Stamperia della Minerva, 1826.
- Ballate, Venezia, Lampato, 1834.
- Anello di sette gemme, o Venezia e la sua storia, Venezia, Gondoliere, 1838. L'opera descrive le vicende della Serenissima attraverso le biografie di sette illustri cittadine veneziane: Giustina Renier Michiel, Catterina Corner, Gaspara Stampa, Bianca Cappello, Eufemia Giustinian, Irene da Spilinbergo, Elena Corner Episcopia.
- Vita di Ugo Foscolo, Venezia, Gondoliere, 1842.
- Amore infelice di Gaspara Stampa, Venezia, Naratovich, 1851.
- Poesie, Firenze, Le Monnier, 1854.
- Prose di Luigi Carrer, Firenze, Le Monnier, 1855.
- Racconti, Firenze, Le Monnier, 1857.
- Osanna, Padova, Programma, 1994, romanzo rimasto inedito fino all'edizione critica a cura di Monica Giachino, il cui manoscritto è conservato nella biblioteca del Museo Correr.